# Knoblauchbrot
Knoblauchbrot ist ein Brot mit starkem Knoblauchgeschmack, in der Regel einfach frisches Brot mit Knoblauch und Butter, das geröstet oder gebacken wird. Dafür werden vorzugsweise französische oder italienische Brotsorten verwendet, beispielsweise Baguette oder Ciabatta.

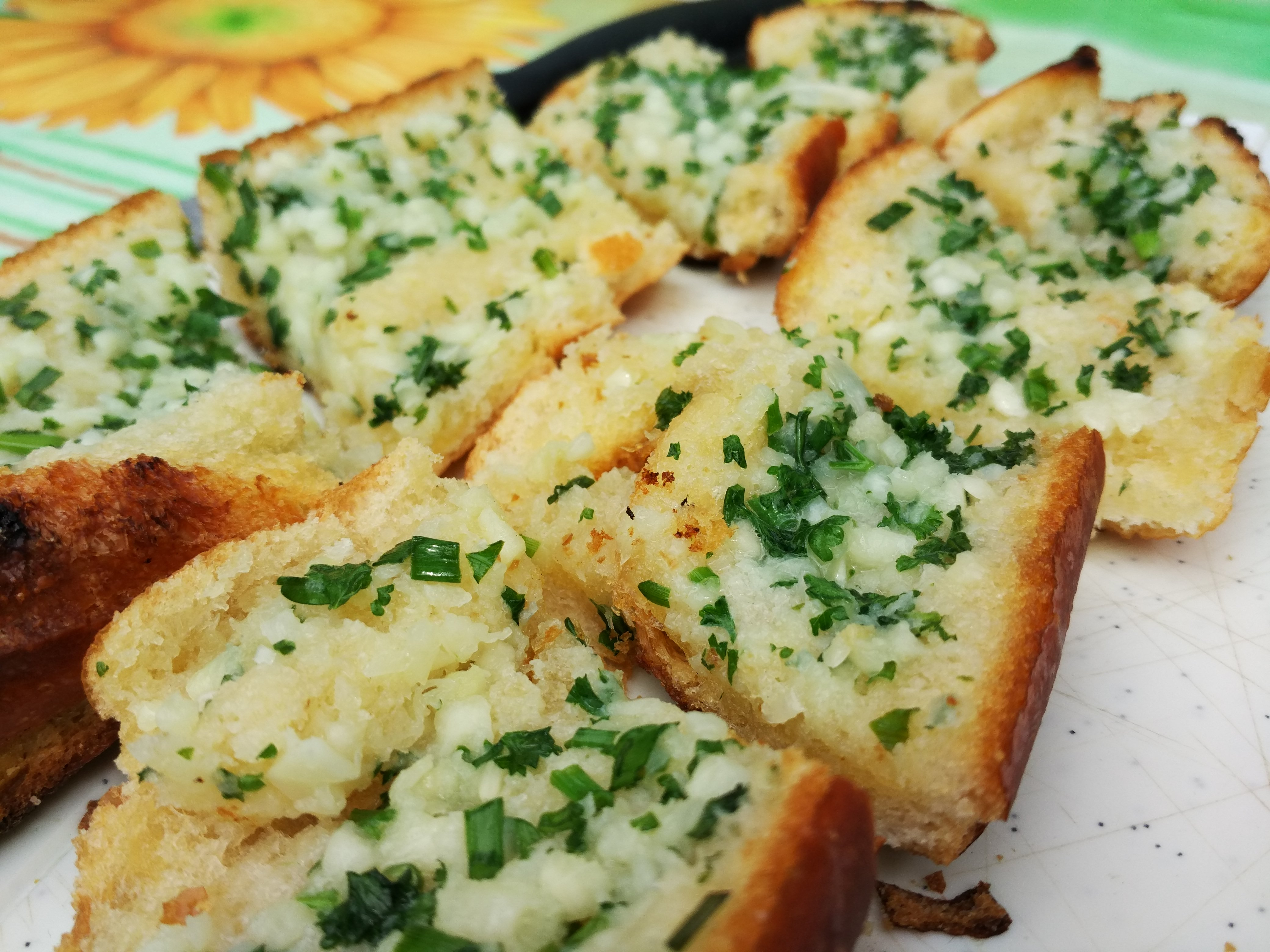
Gegrilltes Knoblauchbrot

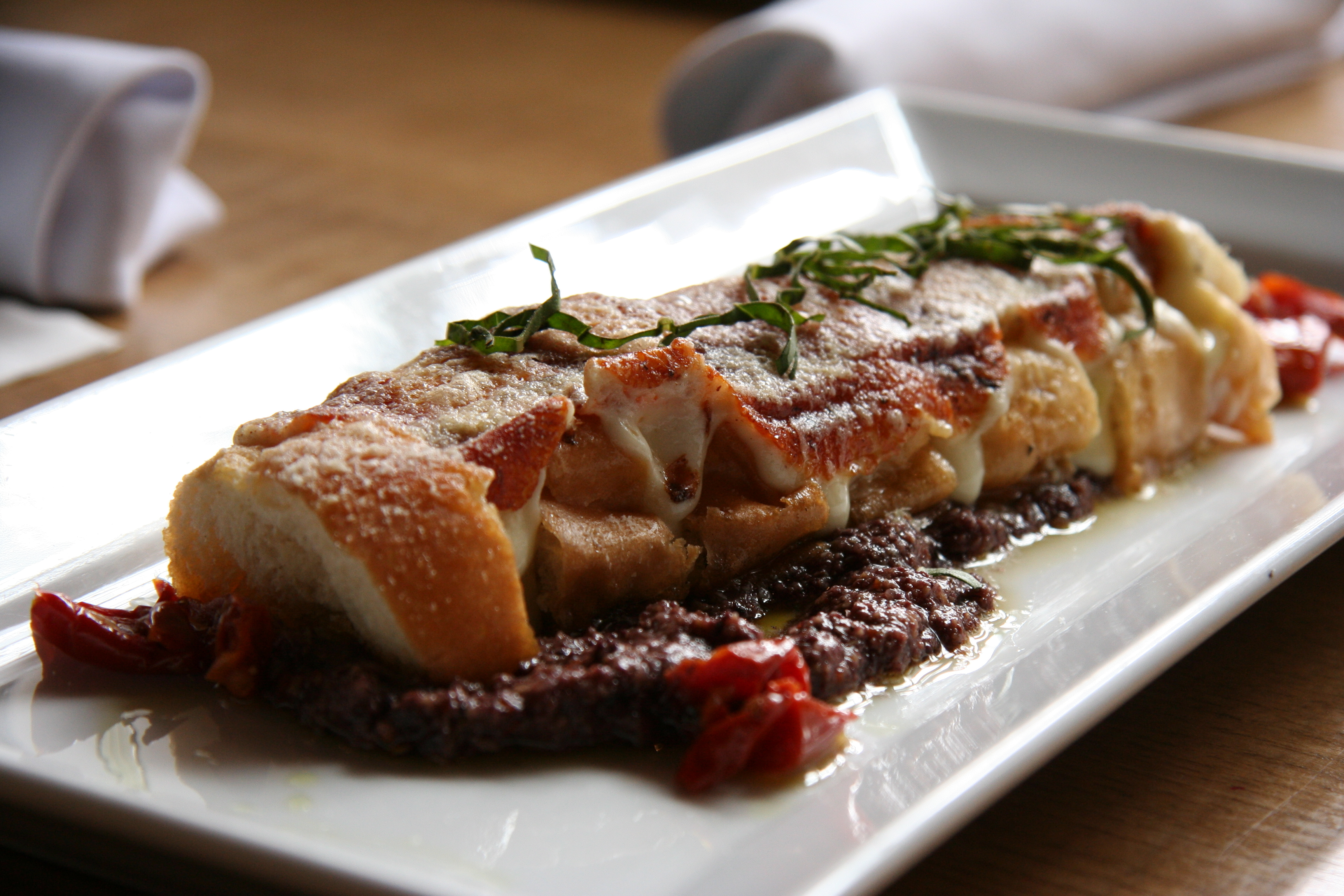
Bocconcini Garlic Bread in Vancouver (Canada) – Knoblauchbrot mit Büffelmozzarella

Es gibt verschiedene Möglichkeiten, Knoblauchbrot herzustellen: gebutterte Brothälften mit Knoblauchzehen eingerieben oder mit gehacktem Knoblauch bestreut. Oder Brotscheiben können in geschmolzener Knoblauchbutter gebraten und mit Petersilie bestreut werden. Eine andere Methode besteht darin, auf Scheiben von Ciabatta oder Baguette geschmolzene Butter, gehackten Knoblauch, gehackte Petersilie und geriebenen Käse zu verteilen. Die Scheiben werden wieder zu einem Brot zusammengesetzt und in Folie eingewickelt aufgebacken; so bleibt das Knoblauchbrot weich.

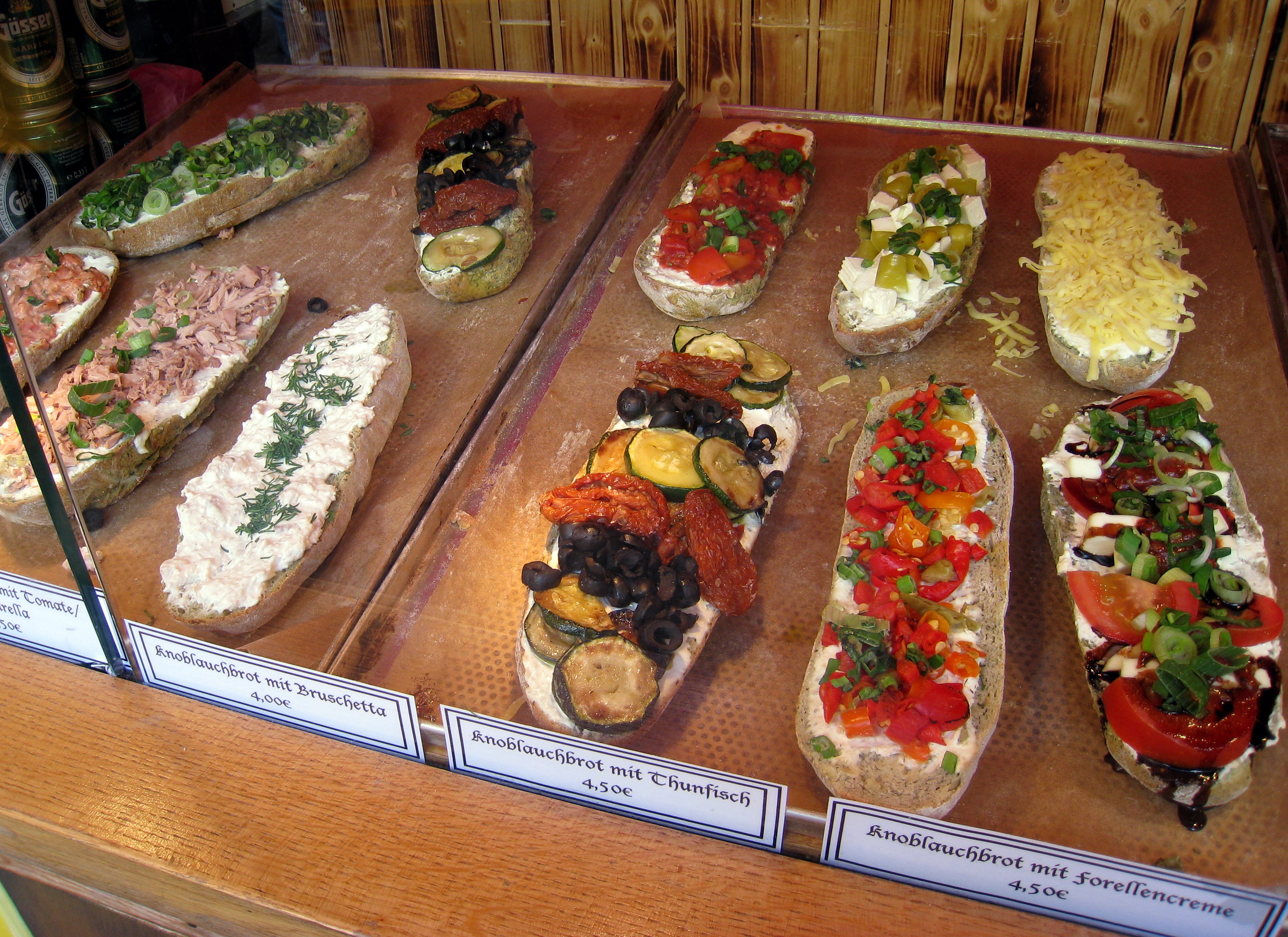
Knoblauchbrote mit verschiedenen Auflagen auf einem Ostermarkt in Innsbruck

In Italien gibt es die Auffassung, Knoblauchbrot sei eine Variation der toskanischen Bruschetta, während in den USA die Meinung herrscht, es sei eine amerikanische Erfindung. In den 1950er Jahren war es in den USA schick, Knoblauchbrot zu Knoblauch-Spaghetti oder Chili zu servieren. Knoblauchbrot wird in den USA hauptsächlich als Beilage zu italienischen und französischen Fleisch- oder Gemüseeintöpfen gegessen und steht auf der Speisekarte der meisten Pizzerien.
In der asexuellen Community ist Knoblauchbrot ein Meme.